# Touvre
Touvre is een gemeente in het Franse departement Charente (regio Nouvelle-Aquitaine). De plaats maakt deel uit van het arrondissement Angoulême. Touvre telde op 1 januari 2022 1.146 inwoners.

## Geschiedenis
Het kasteel van Touvre werd gebouwd door Guillaume I Taillefer, bisschop van Angoulême, in het midden van de 11e eeuw op een heuvel boven de bronnen van de Touvre. Het kwam al snel in handen van de graven van Angoulême al bezaten de bisschoppen van Angoulême ook gronden in Touvre en zij droegen de titel van baron van Touvre. In 1308 kwam Angoumois met daarbij Touvre in het kroondomein van de Franse koning.
De kerk Sainte-Madeleine werd gebouwd in de 12e eeuw.

## Geografie
De oppervlakte van Touvre bedroeg op 1 januari 2022 9,06 vierkante kilometer; de bevolkingsdichtheid was toen 126,5 inwoners per km². De Touvre, een zijrivier van de Charente, ontspringt in de gemeente. Het bosgebied Bois Blanc strekt zich over 326 ha uit over de gemeente.
De onderstaande kaart toont de ligging van Touvre met de belangrijkste infrastructuur en aangrenzende gemeenten.

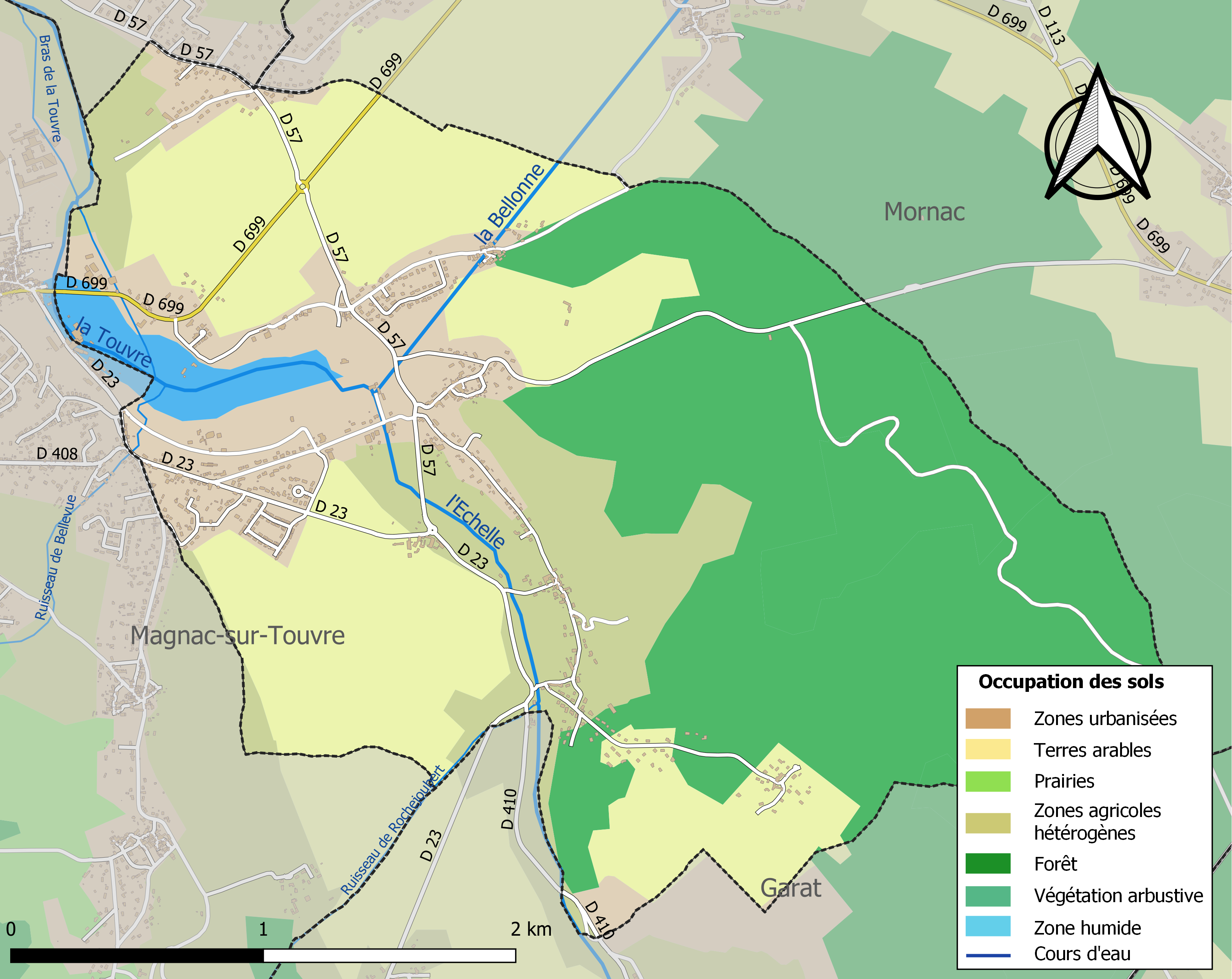

## Demografie
Onderstaande figuur toont het verloop van het inwonertal (bron: INSEE-tellingen).